# Kagurabachi
Kagurabachi (japanisch カグラバチ) ist eine Mangaserie von Takeru Hokazono, die in Japan seit 2023 erscheint. Das Fantasy- und Action-Drama wurde in mehrere Sprachen übersetzt und soll eine Adaption als Anime erhalten.

## Inhalt
Mit seinen sechs magischen Schwertern hat der Schmied Kunishige Rokuhira den Seitei-Krieg, der das Land lange heimgesucht hat, beendet. Als Frieden eingekehrt war, sammelte und verbarg er die Klingen im Keller seiner Werkstatt. Seinen Sohn Chihiro unterwies er in der Kunst des Schwertkampfes und gab ihm das siebte seiner magischen Schwerter. Eines Tages werden die sechs Schwerter gestohlen und Kunishige vor den Augen seines Sohnes getötet. Der will sich nun für den Tod des Vaters rächen und die sechs Klingen zurückerobern. Sein Gegner sind die Hishaku, eine gefährliche Gruppe von Hexern. Auf seiner Reise wird er begleitet von Togo Shiba, einem talentierten Magier. Dabei unterstützen sie auch Menschen, die von Yakuza unterdrückt werden – und finden dabei eine Spur zu den Hishaku. Sie machen sich auf nach Tokio. Hinao, eine Jobvermittlerin für Hexen, schließt sich ihnen dabei an.

## Veröffentlichung
Die Serie startete im September 2023 im Magazin Shūkan Shōnen Jump beim Verlag Shūeisha. Dieser brachte die Kapitel auch gesammelt in bisher acht Bänden heraus (Stand Juli 2025). Auf Deutsch erscheint die Serie seit April 2025 in bisher zwei Bänden bei Carlsen Manga in einer Übersetzung von Antje Bockel (Stand Juli 2025). Viz Media bringt eine englische Fassung heraus, Edizioni Star Comics eine italienische und Studio JG und polnische.
Im Dezember 2024 wurde angekündigt, dass bei Studio Cygames Pictures eine Adaption des Mangas als Anime entsteht.

## Rezeption
Die Serie wurde ein Verkaufserfolg. So wurden die Sammelbände in Japan bis Dezember 2024 insgesamt über 1,3 Millionen Mal verkauft sowie bis Mai 2025 2,2 Millionen Mal. In den USA gelangte der erste Band auf Platz 9 der Bestsellerliste der New York Times für Graphic Books and Manga. 2024 wurde Kagurabachi zudem mit dem Next Manga Award in der Print-Kategorie ausgezeichnet.